# Sadowne (Węgrów)
Pour les articles homonymes, voir Sadowne.
Sadowne (prononciation : [saˈdɔvnɛ]) est un village polonais situé dans la gmina de Sadowne dans le powiat de Węgrów et en voïvodie de Mazovie dans le centre-est de la Pologne.
Il est le siège administratif de la gmina (district administratif) appelée Gmina Sadowne.
Ce village se trouve à environ 30 kilomètres au nord de Węgrów (chef-lieu du powiat) et à 76 kilomètres au nord-est de Varsovie (capitale de la Pologne).
De 1975 à 1998, le village appartenait administrativement à la voïvodie de Siedlce.
Le village a une population de 1 200 habitants en 2003.

## Démographie
Date: Période de 1527 à 2002